# Cryptocarya diversifolia
Cryptocarya diversifolia Blume – gatunek rośliny z rodziny wawrzynowatych (Lauraceae Juss.). Występuje naturalnie w południowych Chinach – w prowincji Hajnan. 

## Morfologia
PokrójZimozielone drzewo dorastające do 18 m wysokości. Kora ma brązową barwę. Gałęzie są mocne, owłosione, mniej lub bardziej szorstkie, mają ciemnobrązową barwę.
LiścieNaprzemianległe. Mają eliptyczny kształt. Mierzą 10–19 cm długości oraz 4,5–8 cm szerokości. Są nagie, skórzaste. Nasada liścia jest klinowa. Blaszka liściowa jest o tępym lub kończącym się gwałtownie z krótko i ostro zakończonym wierzchołku. Ogonek liściowy jest owłosiony i dorasta do 10–15 mm długości.
KwiatySą zebrane w silnie rozgałęzione wiechy o owłosionych osiach, rozwijają się w kątach pędów lub na ich szczytach. Kwiatostan osiąga 14 cm długości, natomiast pojedyncze kwiaty mierzą 3 mm średnicy. Listki okwiatu są owłosione i mają zielonożółtawą barwę. Mają 9 pręcików i 3 prątniczki o strzałkowatym kształcie. Podsadki są owłosione, mają owalny kształt, dorastają do 3 mm długości.
OwoceMają elipsoidalny kształt, osiągają 10–12 cm długości i 6–8 cm szerokości, mają czarną barwę.

## Biologia i ekologia
Rośnie w wiecznie zielonych lasach oraz na brzegach rzek. Występuje na wysokości do 1100 m n.p.m. Kwitnie od czerwca do lipca.